# Turgis Green
Turgis Green – osada w Anglii, w hrabstwie Hampshire. Leży 40 km na północny wschód od miasta Winchester i 64 km na zachód od Londynu.